# Photorhabdus luminescens
Photorhabdus luminescens (anteriormente llamada Xenorhabdus luminescens) es una enterobacteria bioluminiscente gramnegativa patógena de insectos.

## Biología
P. luminescens comienza su ciclo de vida en el tracto digestivo del nematodo Heterorhabditis bacteriophora, del que es simbionte. Los individuos juveniles del nematodo acumulan selectivamente la bacteria en su interior, hasta que la liberan por regurgitación en el hemocele de los insectos infectados por él.
De esta manera, la bacteria se transmite entre las larvas de una amplia variedad de especies de insectos, que son su hospedador final, y que mueren rápidamente tras ser infectadas debido a las toxinas bacterianas. Otras proteínas producidas por la bacteria descomponen el insecto produciendo suficientes nutrientes para el nematodo y para ella misma. Los nematodos se reproducen en el interior del insecto, adquiriendo la bacteria después de nacer. La muerte del hospedador se produce entre 48 y 72 horas después de la infección. Los nematodos parten de la carcasa vacía del insecto, volviendo a comenzar el ciclo de transmisión.
A diferencia de otros miembros del orden Enterobacterales, del que forma parte, P. luminescens es incapaz de reducir nitratos y sólo puede fermentar glucosa y manosa. Se desconoce cuál es la función biológica o evolutiva de sus propiedades bioluminiscentes, que han sido utilizadas por los investigadores para iluminar tejidos y estudiarlos en el laboratorio.

## Toxicología
Las toxinas secretadas por P. luminescens han sido investigadas con el objetivo de producir insecticidas de origen biológico. Estas toxinas han sido clasificadas en cuatro grupos principales: Tcs (Toxic complexes o  complejos tóxicos), Pir (Photorhabdus insect related proteins o proteínas de Photorhabdus relacionadas con insectos), Mcf (Makes Caterpillars Floppy toxins o toxinas que hacen que las orugas se reblandezcan) y PVCs (Photorhabdus Virulence Cassettes o cartuchos de virulencia de Photorhabdus). Las toxinas Mfc han demostrado cierta capacidad para inducir la apoptosis de células de mamífero.

## Capacidad patogénica
A pesar de que P. luminescens es una bacteria patógena de insectos, en ocasiones ha sido aislada en Australia a partir de lesiones de piel infectadas en humanos, probablemente producidas por picaduras de arañas. La primera vez que se detectó la bacteria en muestras biológicas de hospitales fue en Estados Unidos en 1989.
Una hipótesis aparecida en los años 2000 relaciona esta bacteria con un hecho acontecido durante la guerra de Secesión, en el que las heridas de los soldados unionistas durante la batalla de Shiloh brillaban con luz fluorescente y que se curaban rápidamente. En realidad, las heridas estaban colonizadas por esta bacteria, que produce sustancias antibióticas de forma natural. Este fenómeno bioluminiscente era conocido en la cultura popular como Angel's Glow (resplandor angelical).